# Alnarps tegelbruk
Alnarps tegelbruk var ett skånskt tegelbruk, som låg vid vägen mellan Alnarp och Åkarp. Tegelbruket tillverkade gult tegel med måtten 250 x 120 x 62mm och som var i drift 1860–1873 För att framställa tegel till Alnarps slott och ladugårdar. Inga synliga spår finns kvar av tegelbruk eller lertäkt.